# Cris
Pour les articles homonymes, voir Cris (homonymie).
« Crees » redirige ici. Pour la toile fine de lin, du Pays de Léon, en Bretagne, voir Crée.
Les Cris (en cri : Nehiyawak; en anglais : Cree) sont l'un des peuples algonquiens d'Amérique du Nord. Le nom « cri » est un exonyme et cette nation peut également être désignée par le terme Eeyou ou Eenou (au pluriel respectivement Eeyouch et Eenouch),.
Les Cris habitent au Canada et aux États-Unis, entre les montagnes Rocheuses et l'océan Atlantique. Avec plus de 317 000 membres répartis en près de 135 communautés, les Cris forment un des plus grands groupes de Premières Nations au Canada. En 2011, 95 000 locuteurs de la langue crie ont été dénombrés. Cette langue reste l'une des langues autochtones les plus parlées d'Amérique du Nord.
Connus pour leur ouverture au mariage inter-tribal, les Cris ont engendré une partie du peuple métis, descendants de l'union de Cris et de Français du Canada.

## Étymologie
Le nom « Cris » est l'abréviation de « Knistenaux » (ou « Christenaux ») du nom français d'un ancien village appelé « Kenisteniwuik ».

## Histoire
Le premier contact entre les Européens et les Cris de la baie James date du XVIIe siècle en 1610 avec l'explorateur Henry Hudson. En 1670, ils commencent à faire le commerce de la fourrure avec la Compagnie de la Baie d'Hudson pour lequel ils avaient le monopole sur plus de 13 kilomètres.
À partir du XVIIe siècle, cette région est le théâtre d'un important commerce des fourrures et de l'évangélisation des résidents.
Au milieu du XXe siècle, avec le déclin de la traite des fourrures, les Cris n'eurent d'autres choix que de se sédentariser.
Depuis le début des années 1970, de grands projets de centrales hydroélectriques d'Hydro-Québec vinrent perturber de façon importante la vie des communautés autochtones et a grandement affecté le territoire de cette nation résidant sur le territoire de la Baie-James. Le Grand Conseil des Cris signe en 1975, avec Hydro-Québec et les gouvernements du Québec et du Canada, la Convention de la Baie-James et du Nord québécois (CBJNQ) et en 2002, la Paix des Braves. Ces deux traités de l'ère moderne accordent aux Cris un certain nombre de droits et de pouvoirs ainsi que des compensations pour la perte de territoire et pour l'abandon de certaines activités traditionnelles.
Les Cris résident aujourd'hui dans plusieurs réserves autochtones comme celles de Chisasibi, Eastmain, Mistissini, Nemaska, Oujé-Bougoumou, Waskaganish, Wemindji et Waswanipi. Cette nation parle principalement la langue crie mais elle a aussi l'anglais comme seconde langue et le français au Québec.

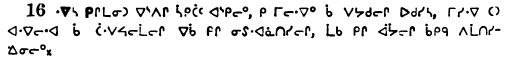
Une traduction crie de la Bible datant de 1876.

## Géographie
Les Cris sont répartis dans tout le Canada – et dans une moindre mesure, aux États-Unis –, des montagnes Rocheuses à l'ouest à l'océan Atlantique à l'est. Leur territoire s'étend sur plusieurs provinces canadiennes : la Colombie-Britannique, l'Alberta, la Saskatchewan, le Manitoba, l'Ontario et le Québec.

### Cris duQuébecetLabrador

#### Cris de l'Est
Les Cris de l'Est (ou Cris du Québec) sont réunis au sein du Grand Conseil des Cris (« Eeyou Istchee », en cri) et de l'Administration régionale crie ; depuis 2021, Mandy Gull-Masty en est la Grande chef. Ce peuple est réparti en neuf communautés situées en Eeyou Istchee, soit cinq communautés au long du littoral est de la baie James, Chisasibi, Eastmain, Waskaganish, Wemindji et Whapmagoostui et quatre communautés à l'intérieur des terres, Mistissini, Nemaska, Oujé-Bougoumou et Waswanipi,. Plusieurs Cris entrevoient la possibilité que soit fondée une autre nation crie, soit Washaw Sibi, dont le territoire est contesté vu son partage historique avec celui de la nation algonquine de Pikogan. Le Grand Conseil des Cris reconnaît Washaw Sibi comme dixième communauté, malgré l'absence de village à proprement parler.

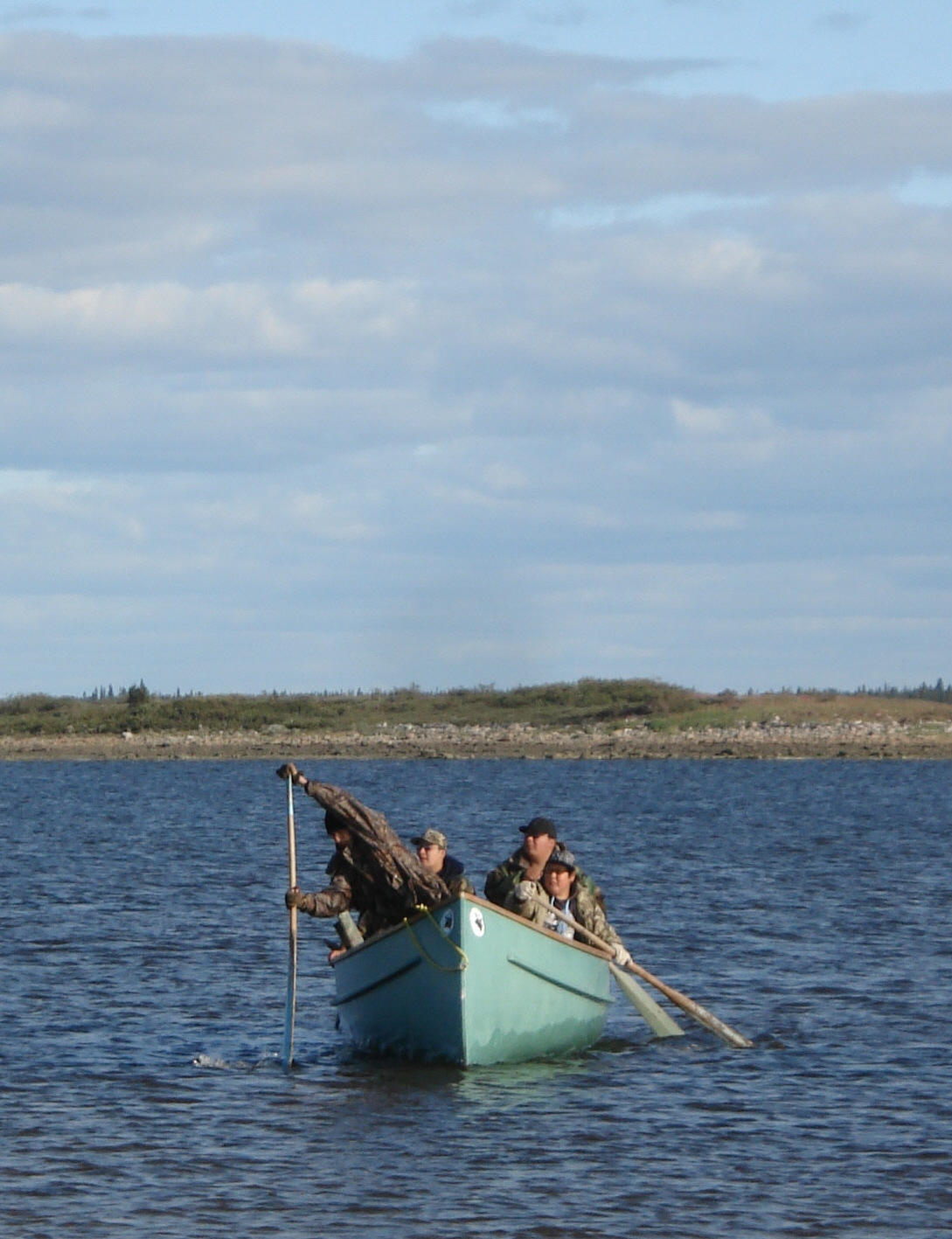
Cris de Chisasibi, à la baie James.

| Communautés       | Total  | Résidents | Non-résidents |
| ----------------- | ------ | --------- | ------------- |
| Chisasibi         | 3 813  | 3 681     | 132           |
| Eastmain          | 656    | 620       | 36            |
| Mistissini        | 3 982  | 3 441     | 541           |
| Nemaska           | 623    | 608       | 15            |
| Oujé-Bougoumou    | 650 *  | inconnu   | inconnu       |
| Waskaganish       | 2 396  | 2 017     | 379           |
| Waswanipi         | 1 790  | 1 386     | 404           |
| Wemindji          | 1 361  | 1 248     | 113           |
| Whapmagoostui     | 821    | 811       | 10            |
| Population totale | 15 442 | 13 812    | 1 630         |
| * données de 2004 |        |           |               |

Ils étaient 5 000 en 1812, et 20 000 à la fin du XIXe siècle.

### Cris de l'Ontario
En Ontario, les communautés cries sont les suivantes : Attawapiskat, Bearskin Lake, Chapleau, Constance Lake (Calstock), Deer Lake, Flying Post (Nipigon),  Kasaqbonika, Kingfisher Lake, Lansdowne House (Pickle Lake), MacDowell Lake (Red Lake), Matachewan, Missanabie (Garden River), Mocreebec, Moose Factory, Moosonee, New Post (Cochrane), Weagamow Lake (North Caribou), Northwest Angle (Kenora), Sachigo, Wawakapewin (Long Dog) et Weenusk (Peawanuk).
Les bandes indiennes cries de l'Ontario sont les suivantes : 
- Première Nation d'Albany
- Première Nation de Wahgoshig
- Première Nation d'Aroland
- Attawapiskat
- Première Nation crie de Chapleau (en)
- Première Nation d'Eabametoong
- Première Nation de Fort Severn
- Kashechewan
- Première Nation de Kee-Way-Win
- Première Nation Matachewan
- Première Nation de McDowell Lake
- Première Nation crie Missanabie (en)
- Première Nation crie de Moose
- Première Nation de Muskrat Dam Lake
- Première Nation de Neskantaga
- Première Nation de Pikangikum
- Nation Taykwa Tagamou
- Première Nation de Weenusk (en)

### Cris du Manitoba
Les bandes indiennes cries du Manitoba sont les suivantes : 
- Première Nation de Barren Lands (en)
- Nation crie de Bunibonibee
- Nation crie de Chemawawin
- Première Nation de Cross Lake
- Nation crie de Fisher River
- Nation crie de Fox Lake
- Première Nation de Garden Hill
- Première Nation de God's Lake
- Nation crie de Manto Sipi
- Première Nation Marcel Colomb (en)
- Première Nation Mathias Colomb (en)
- Nation crie de Misipawistik
- Nation crie de Mosakahiken
- Nation crie de Nisichawayasihk
- Nation crie de Norway House
- Première Nation O-Chi-Chak-Ko-Sipi (en)
- Nation crie O-Pipon-Na-Piwin (en)
- Nation crie d'Opaskwayak
- Première Nation Peguis
- Première Nation de Red Sucker Lake
- Nation crie de Sapotaweyak (en)
- Première Nation de Shamattawa
- Première Nation de St. Theresa Point
- Nation crie de Tataskweyak
- Première Nation de Wasagamack
- Première Nation Wuskwi Sipihk (en)
- Première Nation de York Factory

### Cris de la Saskatchewan

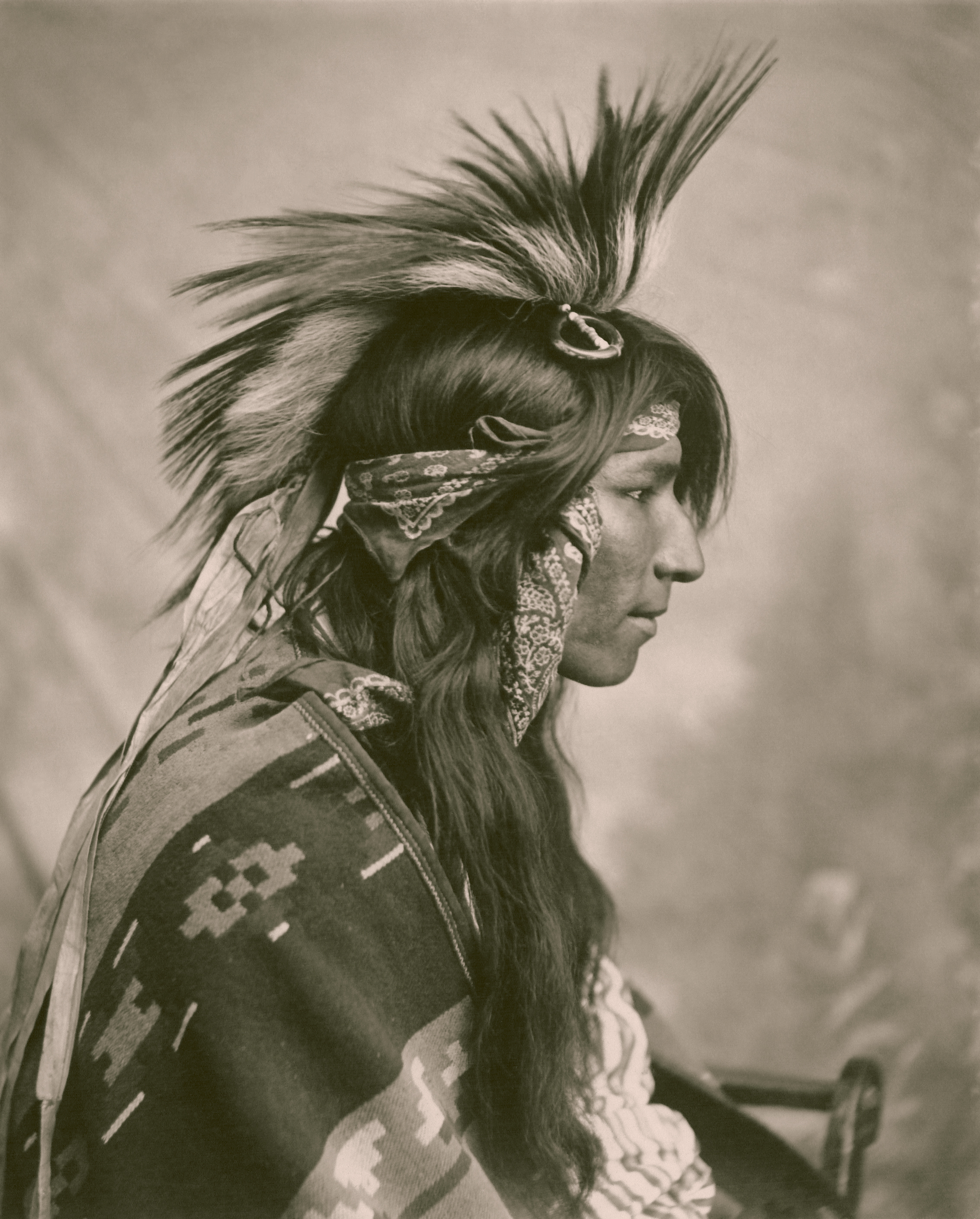
Un Cri, photographié par G. E. Fleming en 1903 à Maple Creek, en Saskatchewan.

Les bandes indiennes cries de la Saskatchewan sont les suivantes : 
- Première Nation de Big Island Lake (en)
- Première Nation de Big River (en)
- Première Nation crie de Canoe Lake (en)
- Nation crie de Cumberland House (en)
- Première Nation d'English River (en)
- Première Nation James Smith
- Première Nation Kahkewistahaw (en)
- Bande indienne de Lac La Ronge (en)
- Première Nation Makwa Sahgaiehcan (en)
- Nation crie de Ministikwan Lake (en)
- Nation crie de Montreal Lake (en)
- Première Nation de Muskoday (en)
- Première Nation Okanese (en)
- Première Nation de Pasqua (en)
- Nation crie Peter Ballantyne (en)
- Nation crie de Shoal Lake
- Première Nation de Sturgeon Lake (en)
- Première Nation de Waterhen Lake (en)

### Cris de l'Alberta
En Alberta, en 1999, les communautés cries sont les suivantes, :
- Nation crie de Bigstone (1 866 personnes)
- Nation crie d'Enoch (1 324 personnes)
- Nation crie de Kehewin (831 personnes)
- Nation crie de Little Red River (2 525 personnes)
- Première Nation de Loon River (713 personnes)
- Première Nation crie de Mikisew (121 personnes)
- Nation crie de Samson (4 731 personnes)
- Nation crie de Sturgeon Lake (1 046 personnes)
- Première Nation crie de Woodland (575 personnes)

### Cris de la Colombie-Britannique
Les bandes indiennes cries de la Colombie-Britannique sont les suivantes : 
- Premières Nations de Blueberry River (en)
- Première Nation de Fort Nelson
- Première Nation de West Moberly (en)

## Population

### Sous-groupes ethniques et apparentés
Les groupes suivants constituent des sous-groupes de la nation crie, ayant des dialectes ou des langues qui leur sont propres. Certaines autres ethnies ne font pas à proprement parler partie des Cris, mais constituent des groupes apparentés, tels les Attikameks, les Innus et les Naskapis.
- Cris des plaines
- Cris des bois
- Moskégons (ou Cris des marais)
- Cris de Moose
- Cris de l’Est
- Attikameks
- Innus
- Naskapis

### Langue
La langue crie est très vivante et parlée par 20 000 individus dans Eeyou Istchee. Il s'agit d'une langue d’enseignement pour la Nation crie.
Le cri est la langue autochtone la plus parlée au Canada. Elle fait partie de la famille linguistique algonquine, et a beaucoup de dialectes.

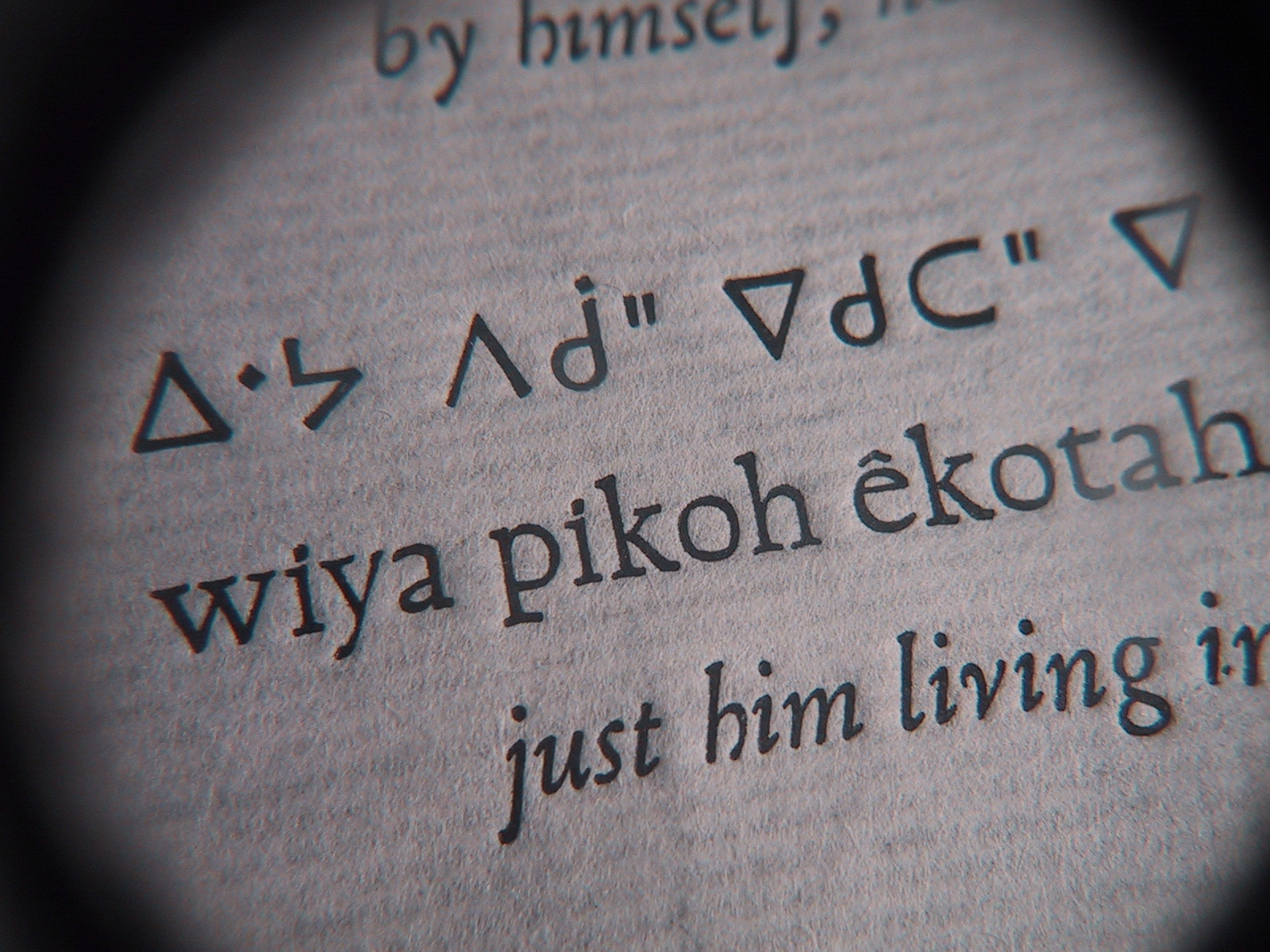
Écriture en cri (syllabaire cri et alphabet latin) et traduction en anglais.

À l’ère précoloniale, le cri est transmis par voie orale et ne possède aucun système d’écriture. En 1840, le révérend James Evans, un missionnaire installé au Manitoba, conçoit un alphabet syllabique pour le cri, sans doute en collaboration avec des locuteurs natifs autochtones. Dès lors, le cri est enseigné dans les missions coloniales.
Aujourd’hui, le cri est encore enseigné dans plusieurs universités canadiennes, L'Université des Premières Nations du Canada est une des universités canadiennes qui enseigne le cri.

## Croyances
Parmi les croyances et autres pratiques culturelles des Cris, la notion de rêve était très importante surtout lorsqu’il était question de chasse et de pêche. Ainsi, cette nation pouvait savoir si la chasse allait être bonne ou mauvaise et ainsi agir en conséquence, en interprétant les rêves ou différents signes par le Chaman. Chez les Cris, ce phénomène se nommait le phénomène de la tente tremblante. La pratique de la tente tremblante consistait à intervenir avec les esprits pour obtenir plusieurs informations. Par la suite, lorsque le chaman entrait en contact avec les esprits, cela faisait remuer la tente et, plus la concentration de puissance était élevée, plus la tente remuait.

### Influence coloniale
Depuis l'ère coloniale, le christianisme, propagé par les colons, les missionnaires et les politiques gouvernementales, a profondément modifié la vie des autochtones.
Pour certaines communautés des pratiques religieuses hybrides sont alors apparues, tandis que dans d’autres, la religion européenne a complètement remplacé les pratiques spirituelles traditionnelles.
Les rites spirituels traditionnels ont été perpétués ou réintroduits par de nombreuses communautés autochtones contemporaines.

### Chaman

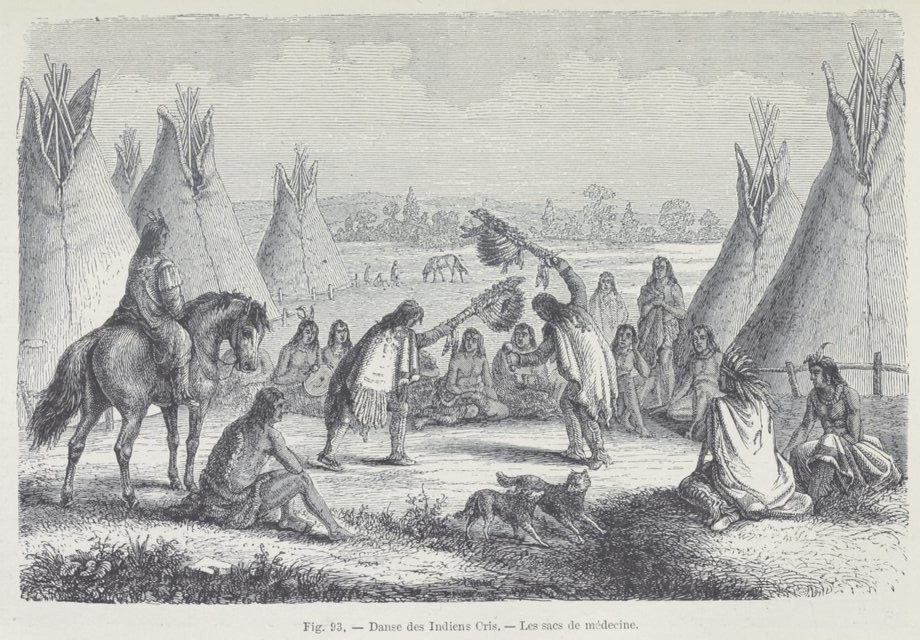
Danse des Indiens Cris - Les sacs de médecine (1884).

Le chaman, dans la nation crie, était la personne qui était chargée de communiquer avec le monde des esprits. Celui-ci communiquait avec les esprits pour plusieurs raisons comme s’assurer que la chasse et la pêche soient bonnes, que la récolte soit bonne, pour amener la pluie dans les temps de sècheresse, assurer la protection de sa tribu et aussi pour guérir les maladies. Chez les Cris, on considère que plus le chaman devenait vieux, plus son pouvoir grandissait. C’est lui qui avait le plus grand pouvoir dans son groupe pour intervenir avec les esprits. Chaque groupe avait son propre chaman, si le groupe n’en avait pas, il le remplaçait par un être ayant des connaissances religieuses particulières. Par contre, il ne faut tout de même pas confondre le chaman avec ceux qui « chamanisaient ». Le monde des esprits était un monde avec lequel les Cris entraient souvent en communication. Il ne fallait pas absolument être un chaman pour entrer en communication avec les esprits, la grande différence entre ceux qui chamanisaient et le chaman est entre autres que le chaman était un expert en la matière, qu’il avait une grande connaissance dans le chamanisme et aussi une très grande connaissance religieuse.

## Gouvernance

### Chef de groupe
La nation crie était subdivisée en sous-groupes dont chacun désignait un chef de groupe. Celui-ci était chargé d’établir le territoire de chasse et de diriger ses troupes. Le chef du groupe était désigné comme étant le plus habile de son groupe. C’était donc lui qui était le meilleur chasseur, le meilleur pêcheur et c’est lui qui s’occupait de diriger les travaux de constructions lors de l’établissement des campements. Les femmes avaient beaucoup de tâches comme préparer le souper et couper l'animal qui venait juste d'être chassé, et elles partageaient plusieurs responsabilités avec les hommes.

## Économie

### Industrie forestière
Au cours des années 1990, les Cris ont entamé une procédure judiciaire envers le gouvernement du Québec et les entreprises privées travaillant sur le territoire de la Baie-James pour cause d’entrave à la Convention de la Baie-James. Plusieurs négociations ont eu lieu entre le gouvernement, les entreprises et les Cris. Le régime forestier a été adapté pour que les activités de piégeage, de chasse et de pêche des Cris ne soient pas affectées par les travaux forestiers effectués sur leurs territoires.

## Artistes
- Virginia Pesemapeo Bordeleau.
- Tomson Highway.
- Louise Bernice Halfe.